# Коррі Тенделу
Ненсі Софі Корнелі «Коррі» Тенделу (англ. Nancy Sophie Cornélie «Corry» Tendeloo; 3 вересня 1897, Тебінг Тінгі, Північна Суматра, Індонезія — 18 жовтня 1956, Вассенаар, Південна Голландія, Нідерланди) — нідерландська феміністська юристка та політична діячка, членкиня Палати представників від Вільнодумної демократичної ліги (VDB) з 1945 до 1946 та від Лейбористської партії (PvdA, єдина жінка-представниця) до своєї смерті в 1956 році. Послідовно відстоюючи права жінок у двох вибраних комітетах, Коррі Тенделу домоглася виборчих прав для жінок голландських колоній Суринам і Кюрасао (1948), рівної оплати праці (1955), відкриття урядом податкової академії і для жінок (1954), скасування заборони на роботу в державному секторі для одружених жінок. Відіграла важливу роль скасуванні ковертюри — закону 19-го століття, який визнавав одружених жінок некомпетентними діяти від власного імені та забороняв їм відкривати банківський рахунок без дозволу чоловіка.

## Життєпис
Народилася Ненсі Тенделу 3 вересня 1897 року в Тебінґ Тінгі на Суматрі, що була частиною Нідерландської Ост-Індії.
Її мати, Жанна Корнелі Штаммлер, походила із заможної родини, як і батько, високопоставлений державний службовець Анрі Тенделу.  Коли їй було п'ять, батько помер і мати переїхала з трьома дітьми до Голландії. Ненсі відвідувала початкову школу в Амерсфорті та середню школу в Лейдені.   В 1916 році родина переїхала до міста Утрехт. Через два роки Ненсі здобула диплом викладачки англійської мови та почала викладати в місцевій середній школі. Працювала на цій посаді до 1921 року, ставши за цей також дипломованою перекладачкою англійської мови.
У 1919 році Тенделу почала вивчати право в Утрехтському університеті, який закінчила у 1924 році.
Ненсі Тенделу померла в жовтні 1956 року, ще до узаконення прав жінок, які вона виборювала. Майже забуті після смерті, навіть під час другої хвилі фемінізму в 1960-1970-х, досягнення Ненсі Тенделу знову висвітлюються в XXI столітті.

## Адвокатка
Студенткою вона познайомилася з феміністичними активістками і представляла Асоціацію студенток Утрехта в Нідерландській жіночій раді. Під час її студентства жіночий рух у Нідерландах послабився. Перша хвиля фемінізму в Нідерландах зосереджувалася на праві жінок голосувати та балотуватися в парламент. Після того, як ці вимоги стали законом у 1919 році, менша кількість феміністок продовжила боротьбу за рівність в інших аспектах життя.
В 1924 році Тенделу приєдналася до юридичної фірми «Pieren&Folkers», а в 1927 році почала юридичну практику як незалежна адвокатка в Амстердамі. Вона спеціалізувалась на вирішенні жіночих юридичних питань, включаючи розлучення.  Вона також стикалася з випадками дискримінації жінок під час роботи pro bono для Vereniging Ons Huis (асоціація сприяння соціальному житлу). Вона погодилася зайняти посаду секретарки Vereniging Ons Huis, яку посідала до 1937 року. Коррі Тенделу очолювала житловий кооператив для неодружених жінок The New House в Амстердамі, в якому також проживала.
Коррі Тенделу померла від раку молочної залози 18 жовтня 1956 року у Вассенаарі, не доживши до узаконення своїх клопотань.  Похована у селі Білтховені 22 жовтня 1956 року. На її похоронах були присутні майже всі члени Палати представників. Лісбет Ріббіус Пелетьє, колишня голова організації VVGS та член PvdA, високо оцінила зусилля Тенделу та назвала її «енергійною і невпинною борчинею за права жінок».

## Політична діячка

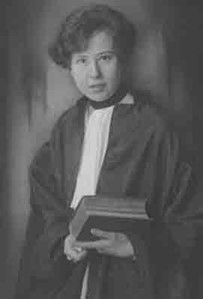
Тенделу в 1926 році

Після Другої світової війни Тенделу призначена членом Палати представників VDB у національному надзвичайному парламенті, сформованому для відновлення країни після конфлікту та організації виборів. VDB об'єдналася з іншими партіями в PvdA, яку Тенделу представляла у парламенті. Вона брала участь у двох вибраних комітетах і відстоювала питання, пов'язані з правами жінок. Тенделу брала участь у забезпеченні загальне виборче право для голландських колоній Суринам і Кюрасао в 1948 році. На початку 1955 року Тенделу успішно виступила за рівну оплату праці, а пізніше того ж року висунула пропозицію щодо скасування заборони на державну роботу для одружених жінок. Наступного року вона відіграла важливу роль у впровадженні законодавства, яке поклало край кувертюрі — закону 19-го століття, який визнавав одружених жінок некомпетентними діяти від власного імені та забороняв їм відкривати банківський рахунок без дозволу чоловіка.

### Перші роки
В 1930-х роках Коррі Тенделу стала політично активною, приєднавшись до Вільнодумної демократичної ліги (VDB), партії, заснованої в 1901 році на платформі, що наголошувала на загальному виборчому праві. Вона також приєдналася до Association of Women with Higher Education (VVAO) і очолила її в 1933 році. Центральна позиція VVAO полягала в тому, що жінки можуть жити повноцінним життям завдяки академічним досягненням і без необхідності вступати в шлюб. Організація критикувала державні обмеження права одружених жінок шукати роботу.  Тенделу також приєдналася до Association for Women's Interests and Equal Citizenship (VVGS) і стала президентом їх молодіжного комітету. Обидві організації були засновані для сприяння рівним правам жінок, участі жінок у суспільному житті у розвитку суспільства. Вони сприяли змінам у три етапи: усвідомлення, юридична рівність і практична рівність.
Очолюючи молодіжний комітет VVGS, Тенделу та інші феміністки, такі як Віллемійн Постумус-ван дер Ґут, організували протести по всій країні в 1937 році, коли парламент обговорював проєкт закону міністра Карла Ромма про заборону одруженим жінкам отримувати оплачувану роботу. За учать Тенделу в протестах рада VDB висунула її кандидатом на виборах до Ради провінції Північної Голландії. Попри те, що вона не отримала місця в Раді, її виступ приніс їй місце в списку кандидатів на виборах до міської ради Амстердама. Ненсі Тенделу стала членом міської ради Амстердама в 1938 році та залишалася активісткою у VVGS, виступаючи за те, щоб чоловіки розглядали жінок як рівних у робочій силі, що могло б сприяти розвитку суспільства, а не лише сімейного життя. Вона сказала, що, як тільки погляд суспільства на жінок зміниться, то дискримінаційні, як і застарілі, закони будуть переписані. В 1941 році роботи міської ради були призупинені німецьким окупаційним режимом під час Другої світової війни. Коли членів єврейської ради було звільнено через Голокост, Коррі Тенделу висловила співчуття.

### Палата представників
Після завершення війни Тенделу повернувся до роботи в міській раді Амстердама та в листопаді 1945 року була призначена до Палати представників VDB у національному надзвичайному парламенті, сформованому для відновлення країни та організації виборів. Комітет призначив нових членів замість тих, що пішли в відставку або були убиті під час війни. Ненсі Тенделу змінила на посаді Бетсі Баккер-Норт, феміністку, якою вона захоплювалася: членом парламенту в 1922 році після кампанії за надання жінкам виборчих прав і яка не повернулася до парламенту після інтернування в нацистських концтаборах.  
Коррі Тенделу продовжила свою юридичну практику, працюючи в міській раді та в національній політиці. Вона пішла у відставку з міської ради Амстердама у вересні 1946 року після злиття VDB із Соціал-демократичною робітничою партією (SDAP) і Християнсько-демократичним союзом (CDU), і її членство автоматично перейшло до новоствореної Лейбористської партії (PvdA). У списку кандидатів від PvdA на виборах 1946 року вона була третьою з п'яти від колишньої партії VDB. В тому році партія PvdA отримала 29 зі 100 місць, що зробило її другою за величиною партією після Католицької народної партії (KVP), з якою вони сформували коаліційний уряд.  Тенделу була єдиною жінкою-представницею PvdA. Незабаром після виборів вона приєдналася до комісії PvdA, для розробки маніфесту новоствореної партії. Тенделу почала вести регулярну колонку «Parlementaria» у щомісячному журналі VVGS про політичні новини, яку вела до квітня 1956 року.
У 1946 році Тенделу критикувала Міністерство соціальних справ за те, що воно замовило дослідження нестачі робочих жінок, стверджуючи, що перед війною уряд активно відмовляв жінкам брати участь у роботі, пов'язаній з фізичним навантаженням на тій підставі, що місце жінки вдома. Тенделу зробила висновок, що уряд змінив свою позицію щодо жінок на робочому місці, виходячи з потреб ринку праці. У 1947 році Тенделу намагалася зупинити міністерську постанову, висунуту міністром внутрішніх справ Луїсом Білем, в якій він просив міністерства обмежити найм одружених жінок. У 1948 році вона досягла успіху з Wim de Kort, забезпечивши виборче право для Суринаму та Кюрасао, вилучивши слово «чоловічий» із законопроєкту для нової хартії для голландських колоній.
У 1952 році Тенделу діагностовано рак молочної залози, тож вона залишила юридичну практику і майже рік була відсутня в парламенті. Уже в лютому 1953 року призначена президентом Комітету з питань юстиції Палати представників, де залишалася до вересня. До жовтня 1956 року працювала заступницею голови спеціального комітету з питань юстиції, працюючи над новим цивільним кодексом. Щоб підкреслити різницю у можливостях чоловіків та жінок, Тенделу під псевдонімом звернулася до tax academy у Роттердамі, тоді відкритому лише для чоловіків. Наступна дискусія в ЗМІ, де заявницю назвали «міс Ікс» в парламенті, досягла відкриття урядом у 1954 році податкової академії і для жінок. Того ж року Ненсі Тенделу отримала лицарське звання в Ордені Нідерландського Лева.

#### Рівна оплата праці
У березні 1955 року Тенделу обговорювала рівну оплату праці в Палаті представників. В колонці в газеті Het Vrije Volk вона стверджувала, що рух за права жінок почав виступати за рівну оплату праці в 1898 році, і висунула свою позицію в Лізі Націй, Організації Об’єднаних Націй і, зрештою, в Міжнародній організації праці, яка в 1951 році прийняла «Рівність». Конвенція про винагороду. Уряд Нідерландів, у принципі, прийняв рівну оплату праці, але виступив проти ратифікації та виконання на тій підставі, що розбіжність у оплаті праці в розмірі 30% має бути ліквідована з часом, а не відразу. Тенделу стверджувала, що конвенція не вимагає негайного усунення різниці в оплаті праці. Вона зі ще трьома членами погодилися з урядом, що впровадження має бути поступовим, і запропонувала зміни протягом восьми років.  Уряд також стверджував, що пріоритет рівної оплати праці належить приватному сектору. Тенделу стверджувала, що все, що стосується прав жінок, опиниться в кінці списку пріоритетів. Коли уряд заявив, що рівна оплата зашкодить економіці, Тенделу зазначила, що якщо колись і був час розібратися з вартістю соціальної справедливості, то це було тоді, коли економіка зростала. Тенделу, разом із шістьма іншими членами організації подала подання, закликаючи уряд пришвидшитись шодо ратифікування та виконати Конвенцію про рівну винагороду за рівну працю. Пропозиція була прийнята 47 голосами «за» та 39 «проти», причому найважливіші голоси «за» надійшли від партії Християнської історичної спілки (CHU) Крістін Вттеваль ван Стотвеген. Уряд на це не впливав. 

#### Працевлаштування одружених жінок
У вересні 1955 року з'явився «Рух Тенделу» («Motie Tendeloo») проти обов’язкового звільнення державних службовиць, що вступають в шлюб.  З 1924 року закон забороняв одруженим жінкам працювати на державу, частково на тій підставі, що їхнє місце ніби-то було з родиною, а частково, щоб допомогти заощадити гроші під час Великої депресії в Нідерландах. У 1930-х уряд Хендріка Колійна запропонував заборонити жінкам у шлюбі працювати і в приватному секторі, але пропозиції не були реалізовані. Під час і після Другої світової, за великої нестачі робочої сили закон обходили, пропонуючи звільненим одруженим жінкам тимчасовий контракт. Але вже у 1950 році працювало менше 2% одружених жінок.
Тенделу піднімала питання нерівності на робочому місці протягом усього свого перебування в парламенті. Так, у вересні 1955 року вона змусила провести опитування під час обговорення запропонованого закону для вчительства. Тенделу стверджувала, що позиція уряду щодо обов’язкового звільнення одружених вчительок, хоча й з більшими винятками, ніж раніше, не відповідає сучасному суспільству. Її основним аргументом було те, що це має бути рішення за подружньою парою, додавши, що це «таке обмеження особистої свободи, що я вважаю його недемократичним».  Вона закінчила свою промову, закликаючи уряд переглянути позицію, нагадавши, що «визнана помилка — помилка виправлена». Уряд же стверджував, що «здається фізично та психологічно безвідповідальним для жінки поєднувати сім'ю з роботою». Розчарована відповіддю, Тенделу разом із Жанною Фортаньє-де Віт подала на неї клопотання. 
Після кількох днів дебатів, під час яких члени релігійних партій стверджували, що скасування заборони поставило б під загрозу добробут сімей, 22 вересня 1955 року пропозиція Tendeloo була винесена на голосування. У формулюванні Палата вважала, що держава не повинна забороняти працевлаштування пошлюблених жінок, забороняти випадки насильства і запропонувала уряду переглянути всі закони, які забороняють їх працевлаштування. Біл закликав Палату не приймати пропозицію, але сказав, що вона не є неприйнятною. Пропозиція була прийнята 46 голосами «за» та 44 «проти», в основному за партійною ознакою: усі члени PvdA, Комуністичної партії Нідерландів (КПН) і Народної партії за свободу та демократію (VVD) проголосували «за». Усі десять жінок проголосували «за», а з релігійних партій четверо чоловіків проголосували «за». Відразу після оголошення підрахунку голосів Біл привітав Тенделу. Наступного дня газети повідомили, що якби десять членів, які були відсутні, проголосували, пропозиція все одно була б прийнята 52 проти 48, виходячи з думок, висловлених відсутніми.

#### Скасування кувертюри

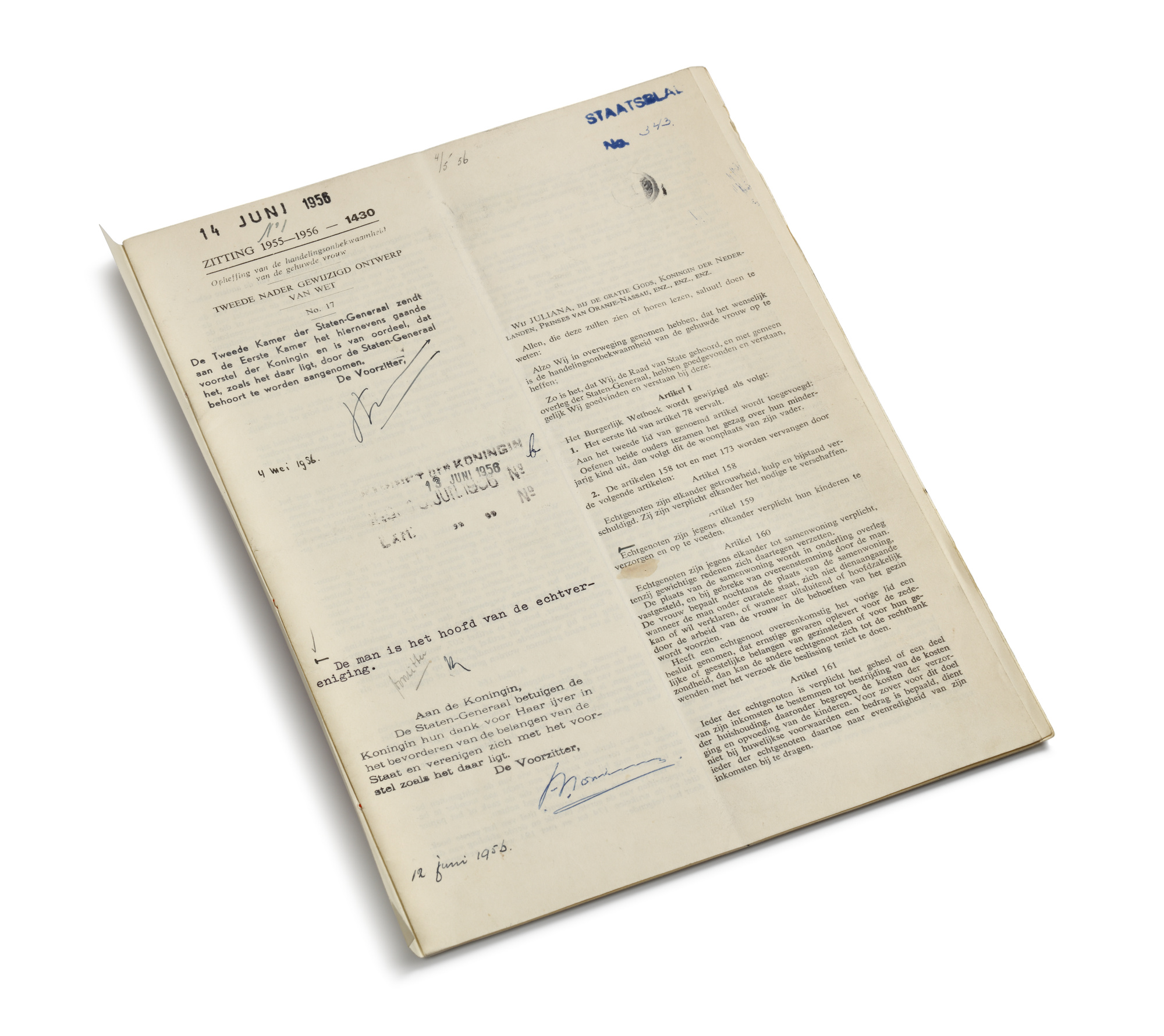
Закон Лекс ван Овен (1956) про скасування кувертюри

Ненсі Тенделу відіграла важливу роль у припиненні шлюбної влади (аналогічно ковертюрі за загальним правом) у Нідерландах. Як описано в Цивільному кодексі 1838 року, за шлюбною владою одружені жінки були юридично «недієздатними» (handelingsonbekwaam), подібно до неповнолітніх та людей із серйозними проблемами психічного здоров’я.  Це означало, що одружена жінка в принципі не могла відкривати банківський рахунок, подавати заявку на іпотеку чи страхування, підписувати трудовий договір без дозволу свого чоловіка. На практиці для більшості контрактів передбачалася «мовчазна згода» (stilzwijgende toestemming), але багато освічених жінок вважали своє правове становище принизливим. Подібні закони вже існували в інших країнах, часто протягом століть.    У січні 1956 року несподівано помер міністр юстиції Леендерт Донкер, і Тенделу закликала прем'єр-міністра Віллема Дріса призначити Юліуса Крістіана ван Овена через погляди ван Овена на рівні законні права для жінок і чоловіків, зокрема, ковертюру.  
В лютому 1956 року ван Овен поставив основний принцип компетентності на голосування, яке було прийнято 56 голосами "за" проти 11 голосів.  Спеціальний комітет з питань правосуддя вніс зміни до законопроєкту, додавши речення про те, що «чоловік є головою шлюбу», щоб заспокоїти християнські партії, але це доповнення не повинно було мати юридичної сили. Тенделу виступила проти поправки, заявивши, що саме це поняття є коренем проблем, яке має вирішувати нове законодавство. Тим не менш, поправка була прийнята 41 голосом «за» та 35 «проти». У травні 1956 року палата прийняла новий закон, який тепер називається Лекс ван Овен, без голосування. Ненсі Тенделу відзначила перемогу словами: «Чоловік більше не правий у всьому автоматично, а підпорядкування дружини залишилося в минулому!». Ці дебати травня 1956 року, під час яких Тенделу сказала, що, «здається, представники чоловіків в палаті бояться бути останніми в парламенті», були для неї останніми. Наступного дня вона була госпіталізована для операції на грудях, яку відклала, аби бути в парламенті. 

## Спадок і пам'ять

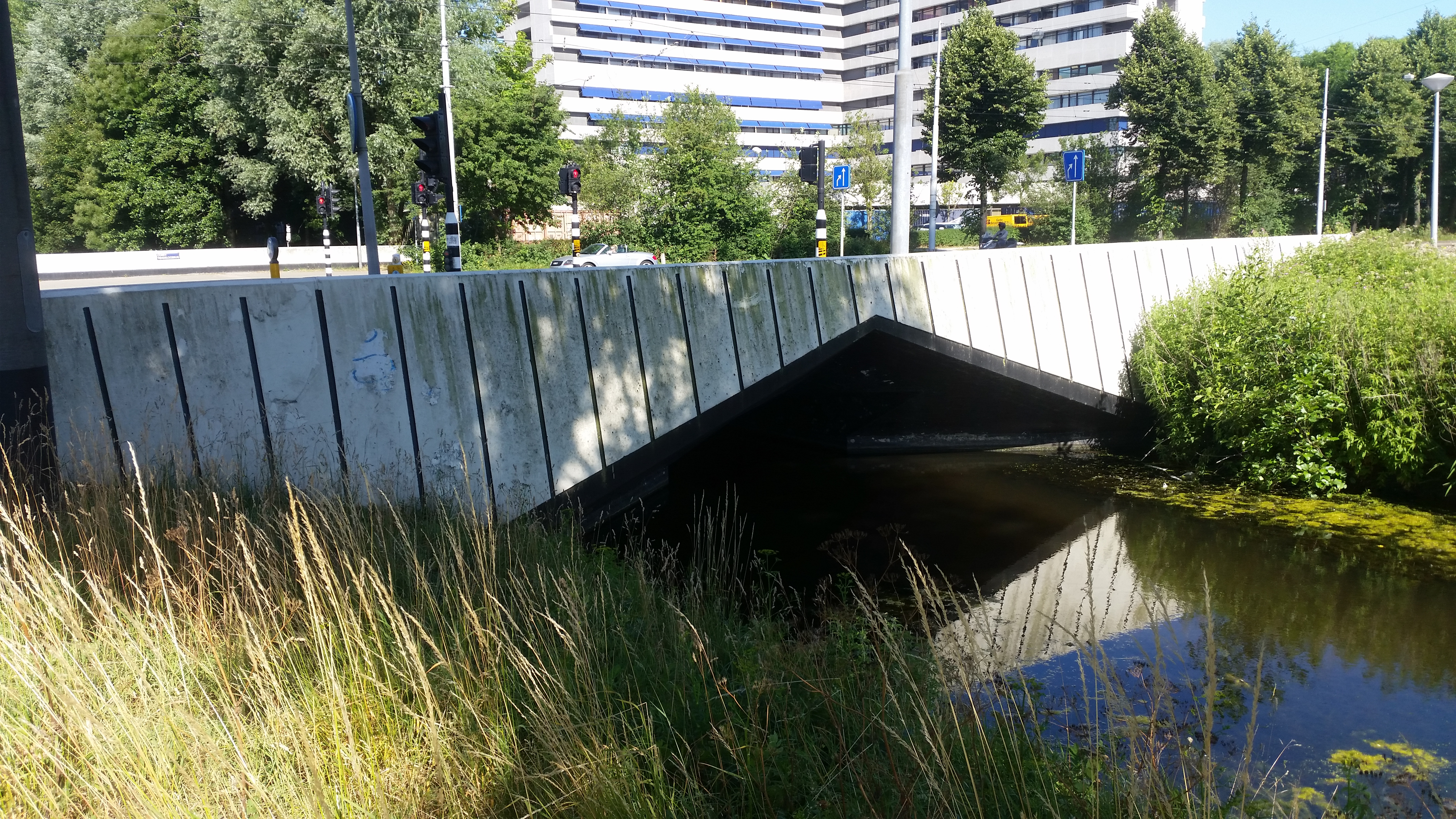
Міст Тенделу в Амстердамі

Лекс ван Овен набув чинності 1 січня 1957 року, через 3 місяці після смерті Ненсі Тенделу.  Під час наступного кабінету Дріса, у листопаді 1957 року, заборону на роботу для одружених жінок було скасовано. Речення «Чоловік — голова шлюбу» збереглося в законі до 1970 року. У 1975 році рівна оплата праці стала законом. Тенделу часто використовувала французьку приказку, щоб описати власний підхід до боротьби: «Frappez, frappez toujours!», що перекладається як «Стукай і продовжуй стукати!».
Мерел Ек з Музею демократії сказала, що прикладом цього невтомного духу є Тенделу, яка відклала власну операцію, щоб мати можливість обговорювати проблеми в парламенті. За словами Постумус-ван дер Гут, Тенделу застосувала прийоми членів Палати представників чоловічої статі: вони зазвичай спочатку заявляли, що з великим інтересом слухали доповідача та погоджувалися зі сказаним, лише з однією засторогою, а потім додавали різку критику. Тенделу сказала, що її можуть серйозно сприймати в парламенті, лише якщо вона використає цю техніку.
Яап Бургер, лідер Палати представників PvdA, сказав, що вона заслужила велику повагу в парламенті.  Прозвучала «Ода радості» Бетховена. Згодом спікер Палати представників Рад Кортенхорст сказав у парламенті, що вона була «апостолом» з «гострими юридичними знаннями». Прем'єр-міністр Дрииз високо оцінив її велику відданість питанням відстоювання прав жінок. Колега з PvdA Ріта де Брюїн назвала її «невтомною борчинею за права жінок». Algemeen Dagblad назвав її «однією з найздібніших та найуспішніших феміністок» і «з чесними та широкими поглядами, яка завжди виступала проти неправди». Гет Парул прокоментувала, що Тенделу, мабуть, була б задоволена перед смертю побачити призначення Марги Кломпе першою жінкою-міністеркою Нідерландів, на що вона спонукала Дріса ще в 1952 році.
Зрештою в ХХ столітті, попри другу хвилю фемінізму в 1960-х і 1970-х, згадки про Тенделу практично зникли.   Зовсім недавно Тенделу стали розглядати як одну з небагатьох, хто підтримували фемінізм у Нідерландах між першою та другою його хвилями. Ліліанна Плумен, член Палати представників від PvdA, у 2019 році заявила, що Тенделу зробила для жінок більше, ніж будь-який прем’єр-міністр за часів Тенделу, додавши, що настав час повернути згадки про Ненсі Тенделу до підручників з історії. Того ж року в ретроспективі рухів за права жінок голландський уряд назвав її «запеклою протестувальницею» проти гендерної нерівності в цивільному кодексі. У 2016 році на честь Ненсі Тенделу назвали міст в Амстердамі, а вулиці її імені є в Арнемі і Девентері. Онлайн-петиція про встановлення статуї на честь Тенделу Гаазі зібрала понад 18 000 разів, але призупинена з початком пандемії COVID-19.

## Публікації
- Tendeloo, N. S. C.; Hoek-Van Nieuwkerk, A. J. (1936). De oude-dags-voorziening voor werkende vrouwen [Providing for Working Women who Retired]. Rapport aan het bestuur van de Nederlandsche Bond van Vrouwen werkzaam in Bedrijf en Beroep afd. Amsterdam (нід.). Amsterdam. {{cite book}}: |first3= з пропущеним |last3= (довідка); Проігноровано невідомий параметр |ast3= (довідка)[3]
- Tendeloo, N. S. C.; Boer, J. (1940). De techniek van het vereenigingsleven [The Technique of Association Life] (нід.). Rotterdam: Nijgh & van Ditmar.[3][73]
- Tendeloo, N. S. C. (1946). De Vrijzinnig-Democratische vrouwen [The Free Democratic women]. У Pothuis-Smit, C. (ред.). Wat deden vrouwen met haar kiesrecht? [What did Women do with their Right to Vote?] (нід.). Arnhem: Van Loghum Slaterus. с. 161—71.[3]
- N. S. C. Tendeloo (1946—1956): Parlementaria column in Vrouwenbelangen (monthly magazine VVGS; in Dutch).[4]
- Tendeloo, N. S. C. (1949). Generale preventie [General prevention]. Socialisme en Democratie (нід.). 6 (12): 749—51.[3]